# Real in Rio
Real in Rio ist ein 2011 erschienener Song, geschrieben von Sérgio Mendes, Carlinhos Brown und Siedah Garrett. Der Filmsong aus dem Soundtrack des Animationsfilms Rio wurde von Jesse Eisenberg gesungen. Unterstützt wurde er dabei von Jamie Foxx, Anne Hathaway, George Lopez, Will.i.am und den Rio Singers.
Der Song erschien im Film in zwei Teilen. Der erste Part erschien in der ersten Szene des Films und wird von einem Vogeljäger unterbrochen. In der vorletzten Szene wird das Lied wieder aufgegriffen. Auf dem Soundtrackalbum und im zugehörigen Video wird das Lied als ein Track gespielt.
Der Song erhielt als nur einer von zwei Songs des Filmjahrs 2011 eine Oscar-Nominierung als Bester Song. Bei der Oscarverleihung 2012 gewann der Konkurrent Man or Muppet. Beiden Liedern war zu eigen, dass sie eigentlich von Schauspielern eingesungen wurden. Für Begeisterung sorgte bei der Verkündung der Nominierungen der Name Sérgio Mendes. Der zu diesem Zeitpunkt 71 Jahre alter Brasilianer gilt als Begründer des Bossa Nova und war bereits bei der Oscarverleihung 1968 anwesend, wo er The Look of Love vorstellen durfte. Er wurde als musikalischer Leiter zu Rio gerufen und schrieb den Song zusammen mit Carlinhos Brown. Der Text zum Lied stammt von Siedah Garrett.